# Porozumienia z Oslo
Porozumienia z Oslo – wzajemne uznanie Izraela i Organizacji Wyzwolenia Palestyny zawarte w 1993 w Oslo, a podpisane 13 września 1993 w Waszyngtonie, fundament procesu pokojowego na Bliskim Wschodzie i podstawa prawna istnienia Autonomii Palestyńskiej.
Rozmowy izraelsko-palestyńskie, które ostatecznie doprowadziły do zawarcia porozumień, mogły się rozpocząć po zakończeniu I wojny w Zatoce Perskiej w 1991. Polityczny błąd Organizacji Wyzwolenia Palestyny, która poparła wówczas Irak, doprowadził do jej kompromitacji i utraty oparcia politycznego w krajach arabskich. Następstwem tego było m.in. wydalenie palestyńskich robotników z krajów Zatoki, co pogłębiło kryzys gospodarczy na terytoriach okupowanych.
Rozpad ZSRR dodatkowo wpłynął na zmiękczenie stanowiska palestyńskiego w sytuacji globalnej dominacji jednego mocarstwa – sprzyjających Izraelowi Stanów Zjednoczonych Ameryki.